# Летава
Летава (укр. Летава) — село в Чемеровецком районе Хмельницкой области Украины.
Население — 1421 житель (на 1 апреля 2023 года).

## География
Село Летава находится в долине реки Летавки, в 25 км от районного центра — пгт Чемеровцы. Площадь села — 434,4 га, количество дворов — 693.

## История
Село впервые упоминается в 1565 году. В то время насчитывалось всего 3 хозяйства, в 1811 году их было уже 181.
В 1882 году в селе была открыта школа.
После Октябрьской революции по инициативе активистов П. П. Панькова и С. Ф. Калуцкого было проведено собрание бедняков, на котором приняли решение по созданию в селе производственной артели, которую назвали «Возрождение». В 1929 году состоялось собрание членов комитета независимых селян, на котором обсудили вопросы по организации товарищества по совместной обработке земли.
14 апреля 1930 года общее собрание членов ТСОЗ приняло решение о создании сельскохозяйственной артели им. Ленина, председателем которой избрали В. И. Дробного. Уже в 1931 году на полях появился первый трактор, в 1937 году появилось электричество, в 1938 — построили клуб.
За выдающиеся заслуги перед государством в 1948 году, за выращивание высоких урожаев зерновых культур, 11 летавчанам было присвоено звание Герой Социалистического Труда, а второму председателю колхоза — Д. В. Бойко это звание присваивалось дважды.
В 1949 году методом народной стройки в селе Летава построили первую в области колхозную больницу на 25 коек, которая позже превратилась в участковую, а в 1967 году больница получила новое помещение на 30 коек. Здесь задумала в 1948 году свою картину «Хлеб», сделала для неё портретные и пейзажные этюды украинская советская художница Татьяна Яблонская.
В 1964 году на средства колхоза в центре села было построено трехэтажное здание Летавской школы.
Музей истории села Летава, в котором отображена трудовая деятельность летавчан нескольких поколений, журналистами Украины признан лучшим сельским музеем.

## Известные жители
- Шаповал Михаил Васильевич — председатель правления сельскохозяйственного кооператива «Летава», Герой Украины.